# Hammarbacken

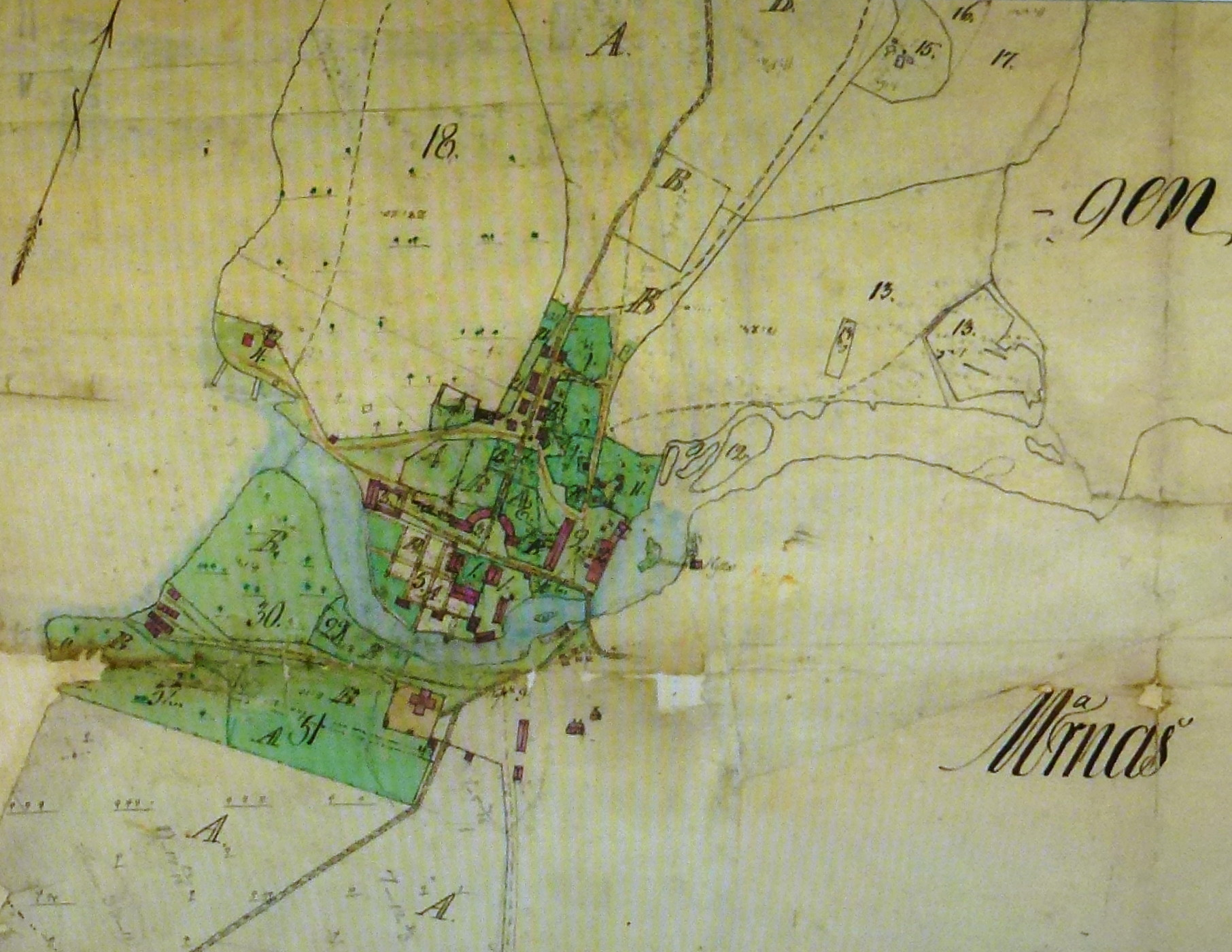
Karta från 1806.

Hammarbacken är en stadsdel i Ludvika, Dalarnas län. Brukets gård och bostäder hörde till Ludvika bruk och anlades efter ett centralperspektiv med en nord-sydlig huvudaxel. Bruksmiljön på Hammarbacken är en del av Ekomuseum Bergslagen.

## Historik

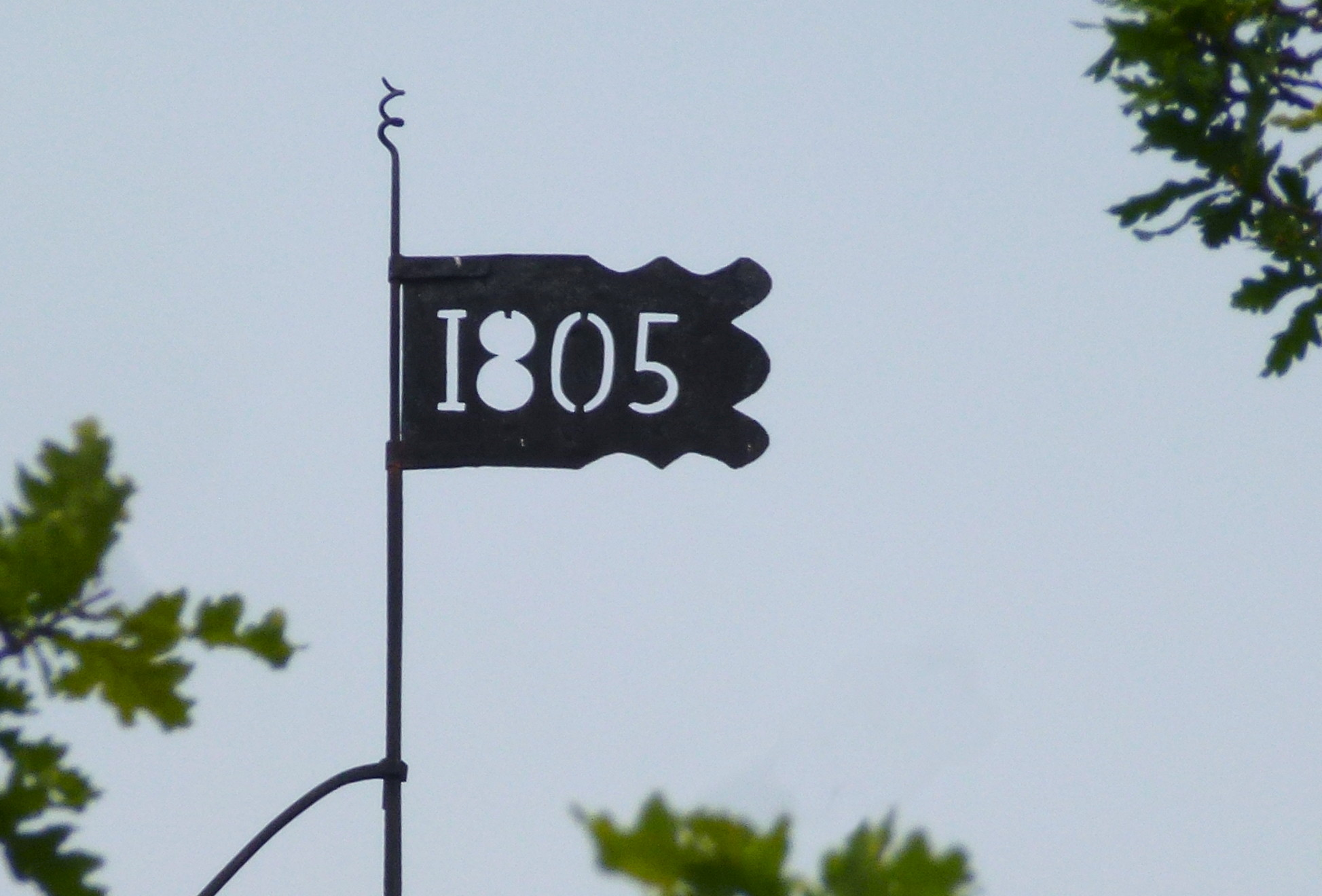
Vindflöjeln "1805".

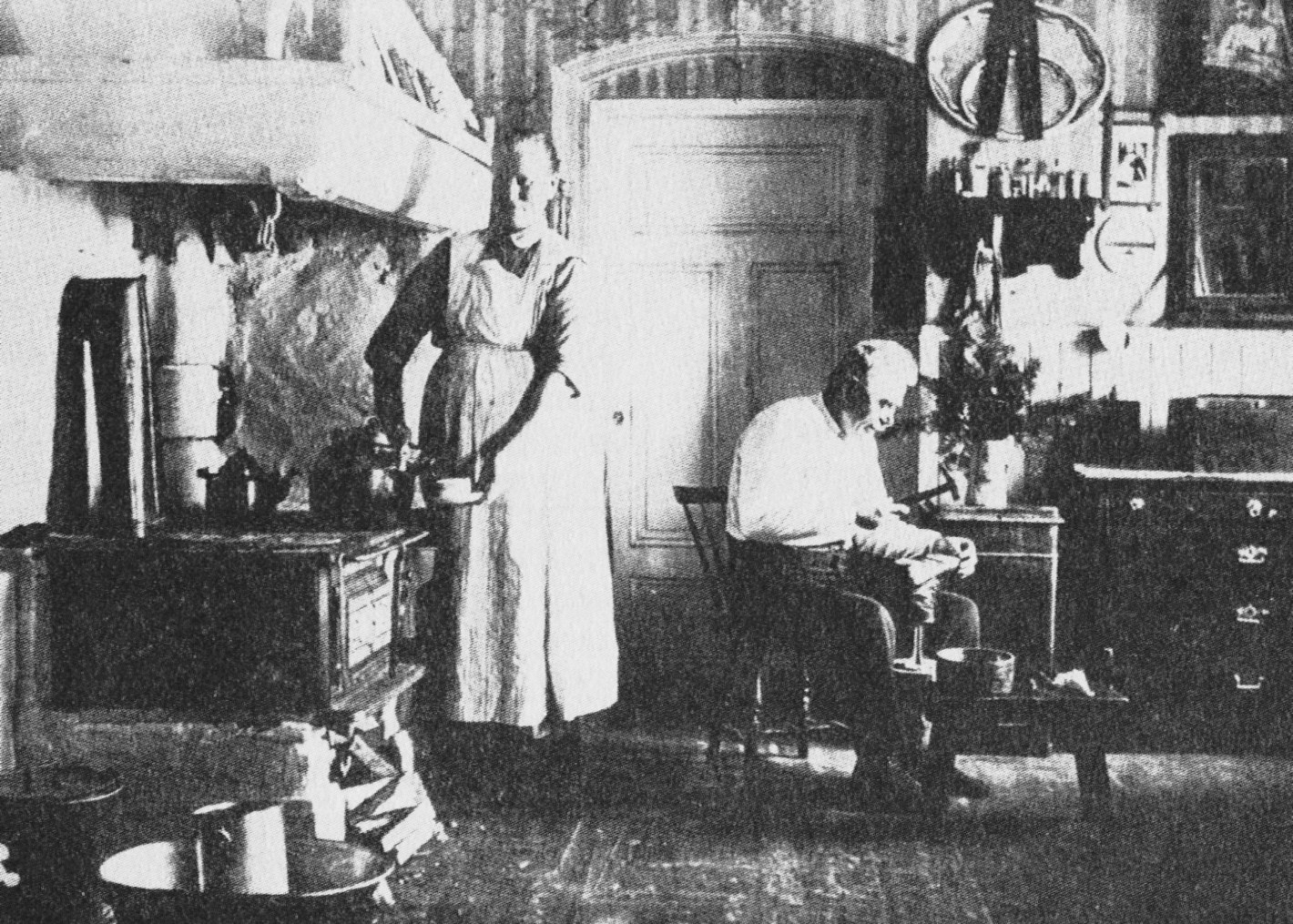
Ett hem på Hammarbacken 1920.

Hammarbacken ligger norr om Ludvika ström, mitt emot Ludvika Ulrica kyrka och är den äldsta delen av Ludvika. Här uppfördes 1652 Ludvikas första kyrkobyggnad, Ludvika kapell (riven 1752). På området finns flera bevarade byggnader från Ludvika bruk – Sveriges första kronobruk.
Brukets gård och bostäder anlades efter ett centralperspektiv. På strömmens södra sida uppfördes på 1750-talet Ludvika Ulrica kyrka, byggd av trä. Kyrkans mittaxel kan följas mot norr över ån där den går genom herrgården med flygelbyggnader. Från herrgårdens framsida utgick bruksgatan Hammarbacken, den har blivit något kortare efter att järnväg och landsväg drogs förbi här. 
Vid gatan låg smedbostäderna, byggda av slaggsten kring sekelskiftet 1800. En av de ursprungliga byggnaderna återstår. Här fanns fyra lägenheter om 1 rum och kök. En mästersmed hade rätt till en bostad innehållande kök och kammare. År 1868 bodde i dessa fyra lägenheter 12 vuxna och 21 barn. I två lägenheter har en museibostad inretts, som visar hur en familj levde vid sekelskiftet 1900, de två andra innehåller numera en liten samlingssal och ett sommarcafé.
Vid Hammarbacken står ett stort sädesmagasin i tre våningar. Vindflöjeln har årtalet 1805 och enligt traditionen var det kvinnor, som bar det tunga murbruket vid bygget. Magasinet används sommartid som utställningslokal och konsthall. På Hammarbackens södra sluttning låg Ludvika kapell som restes år 1652 och ersattes 1752 av Ludvika Ulrika kyrka som uppfördes söder om Ludvika ström.

## Bilder, området

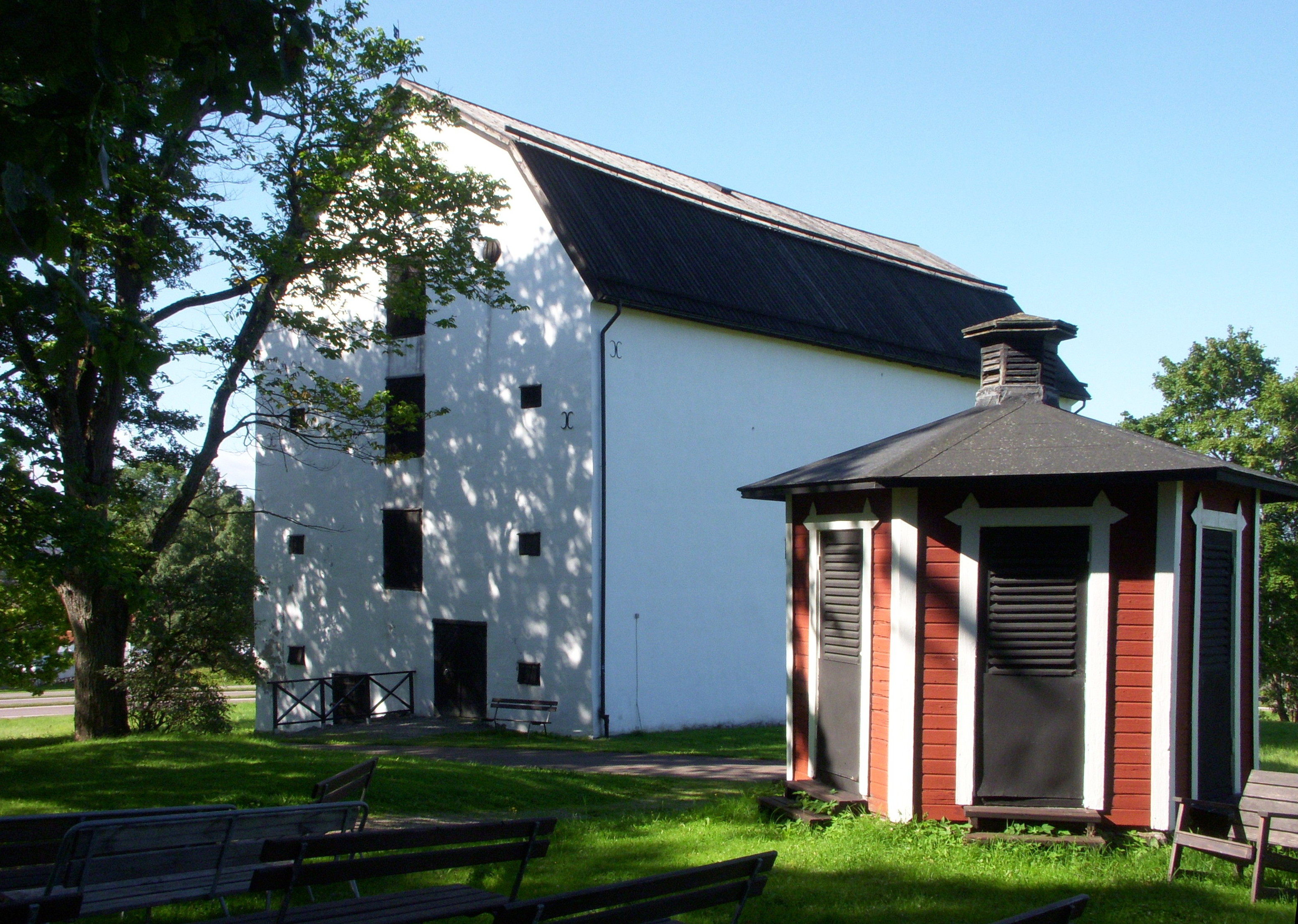
Sädesmagasin och avträde
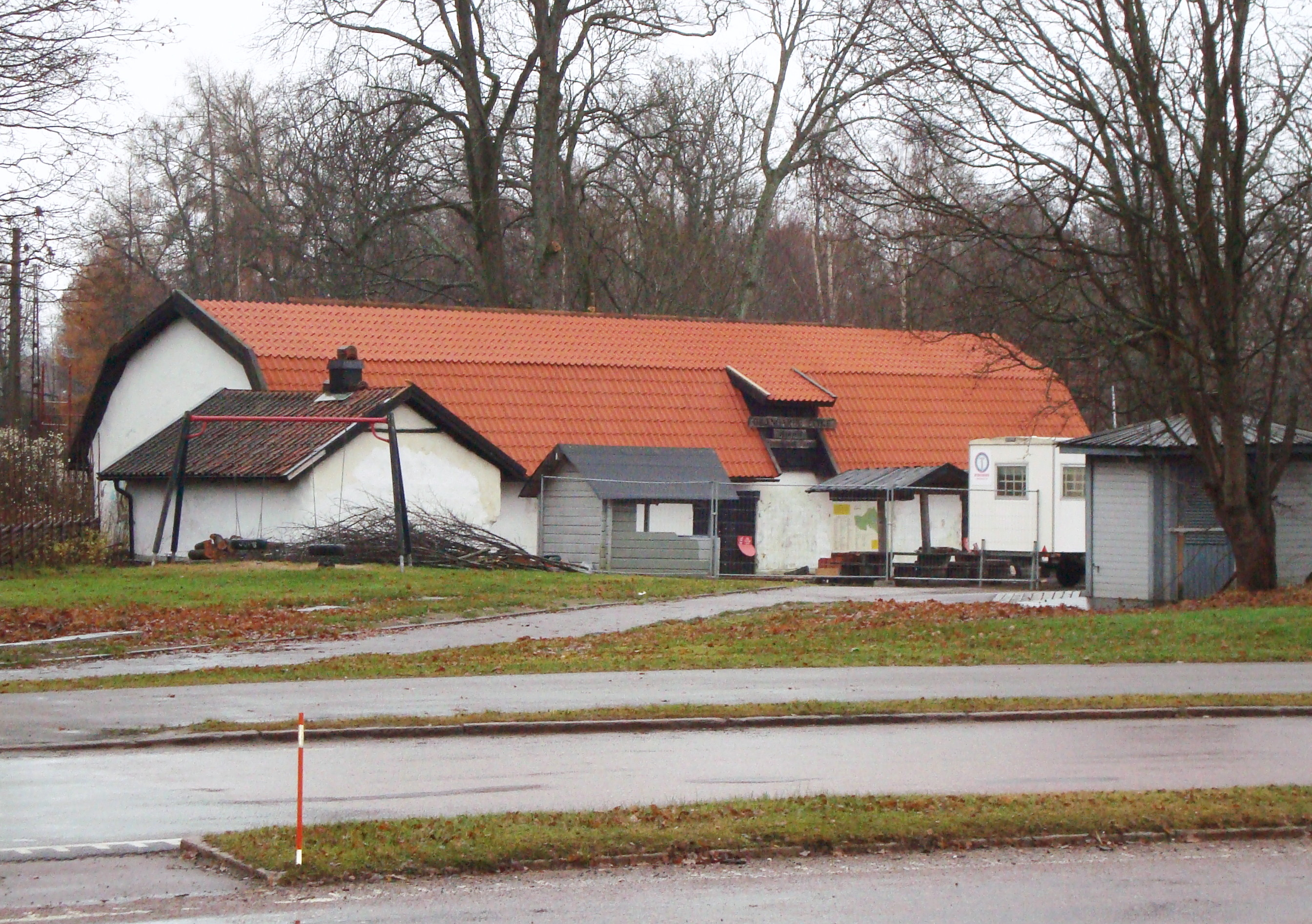
Smedja
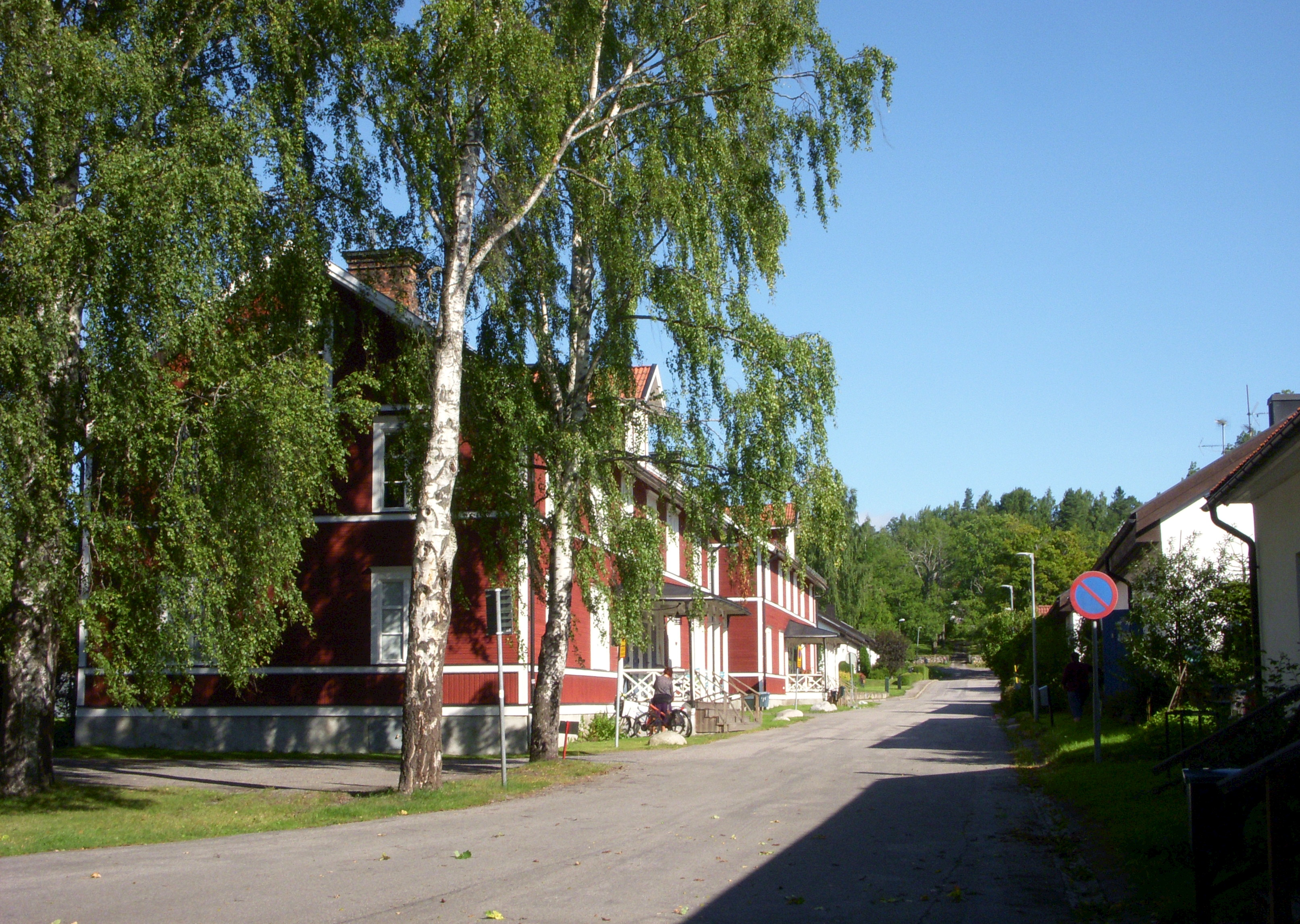
Bruksgatan
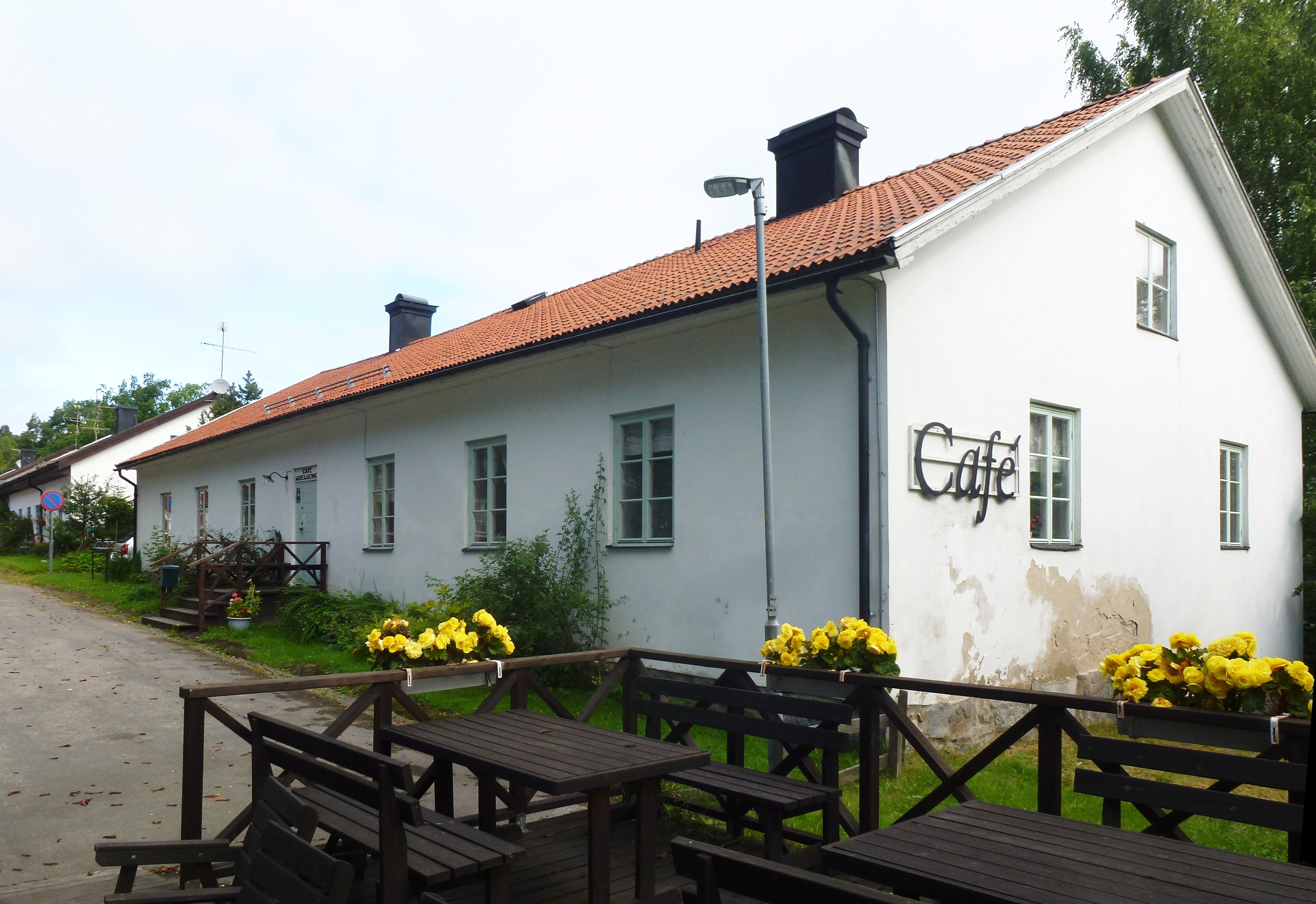
Längan med museilägenheten

## Bilder, museilägenhet

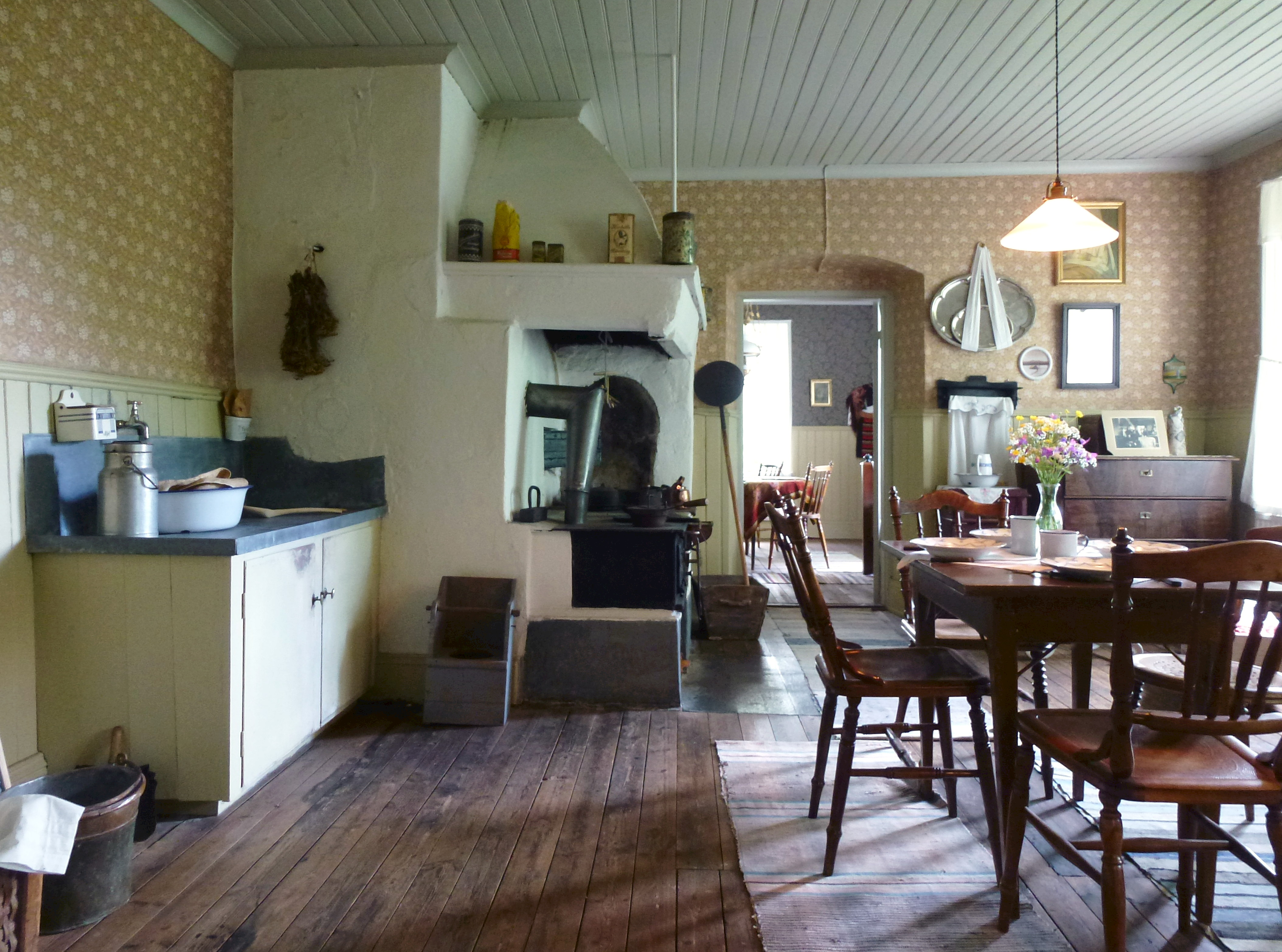
Kök
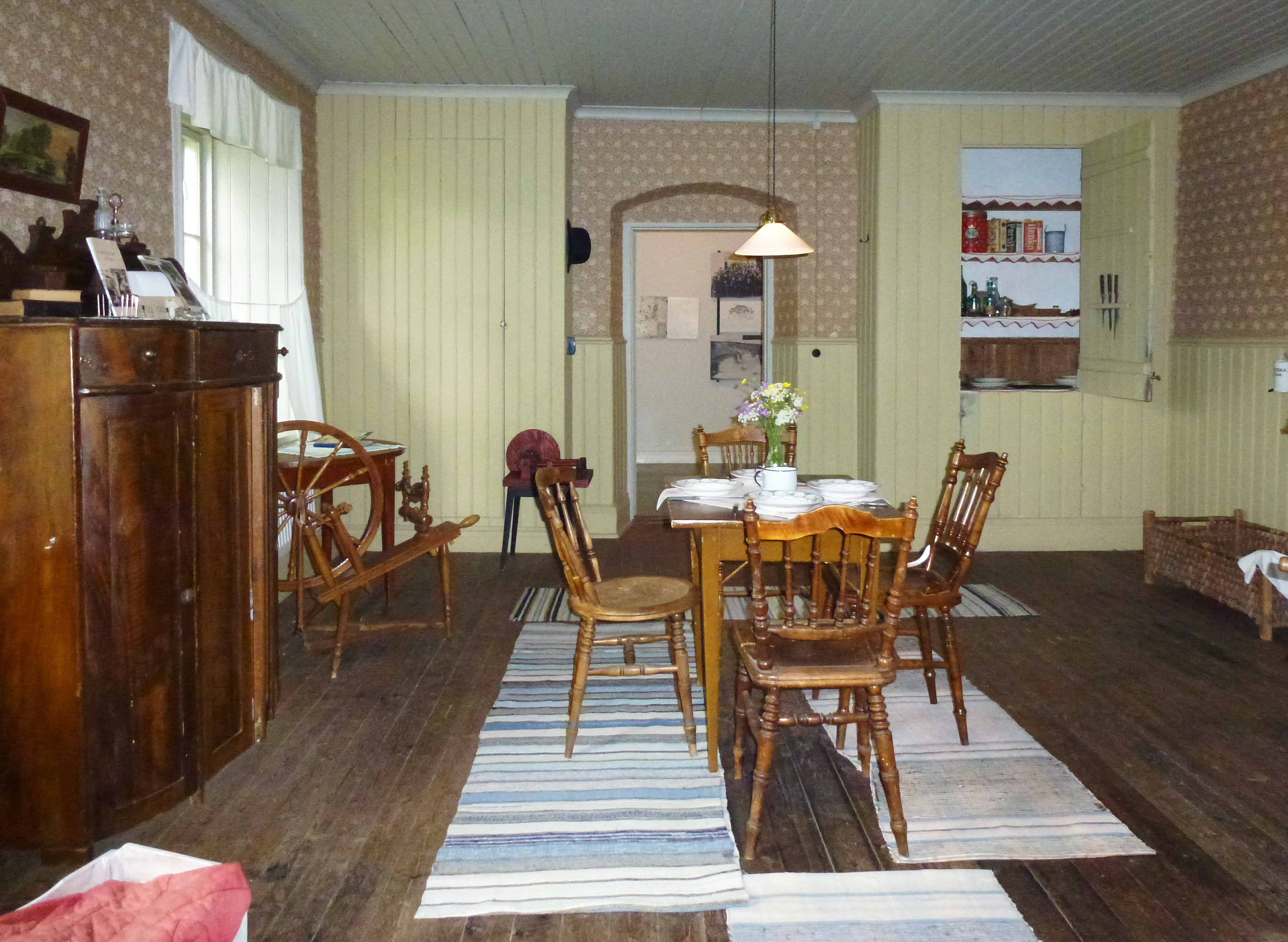
Kök
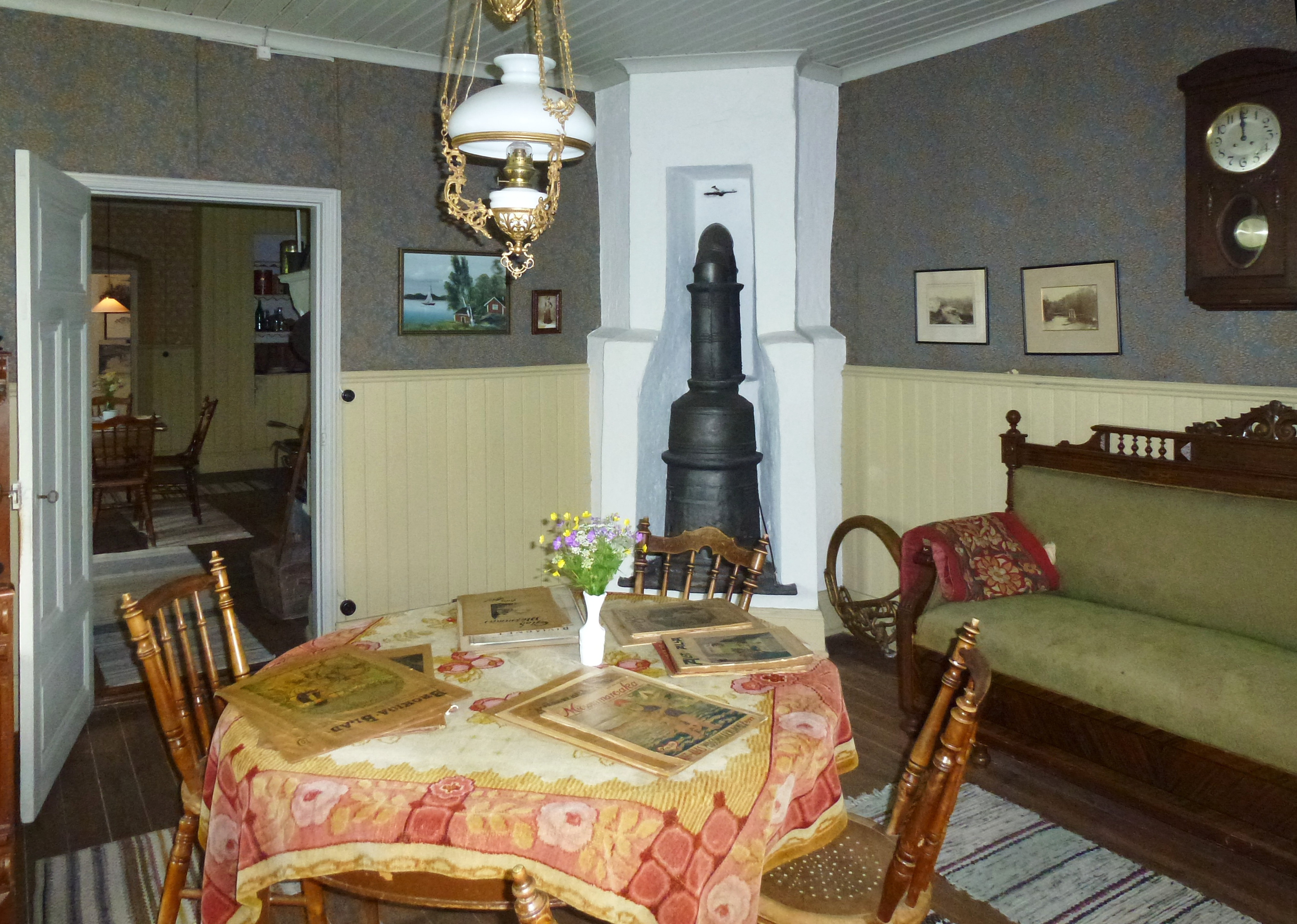
Kammare
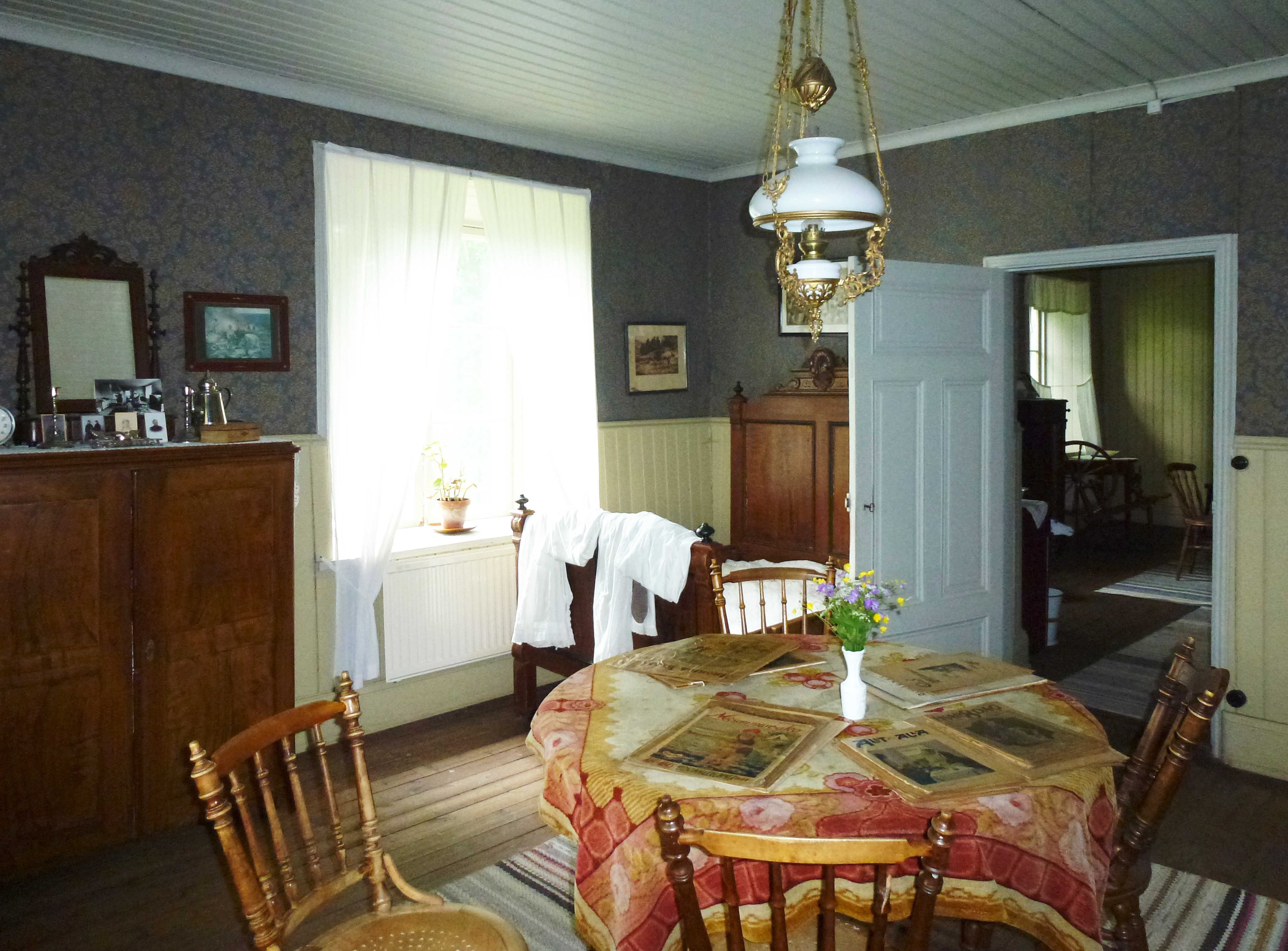
Kammare

## Bilder, sädesmagasin

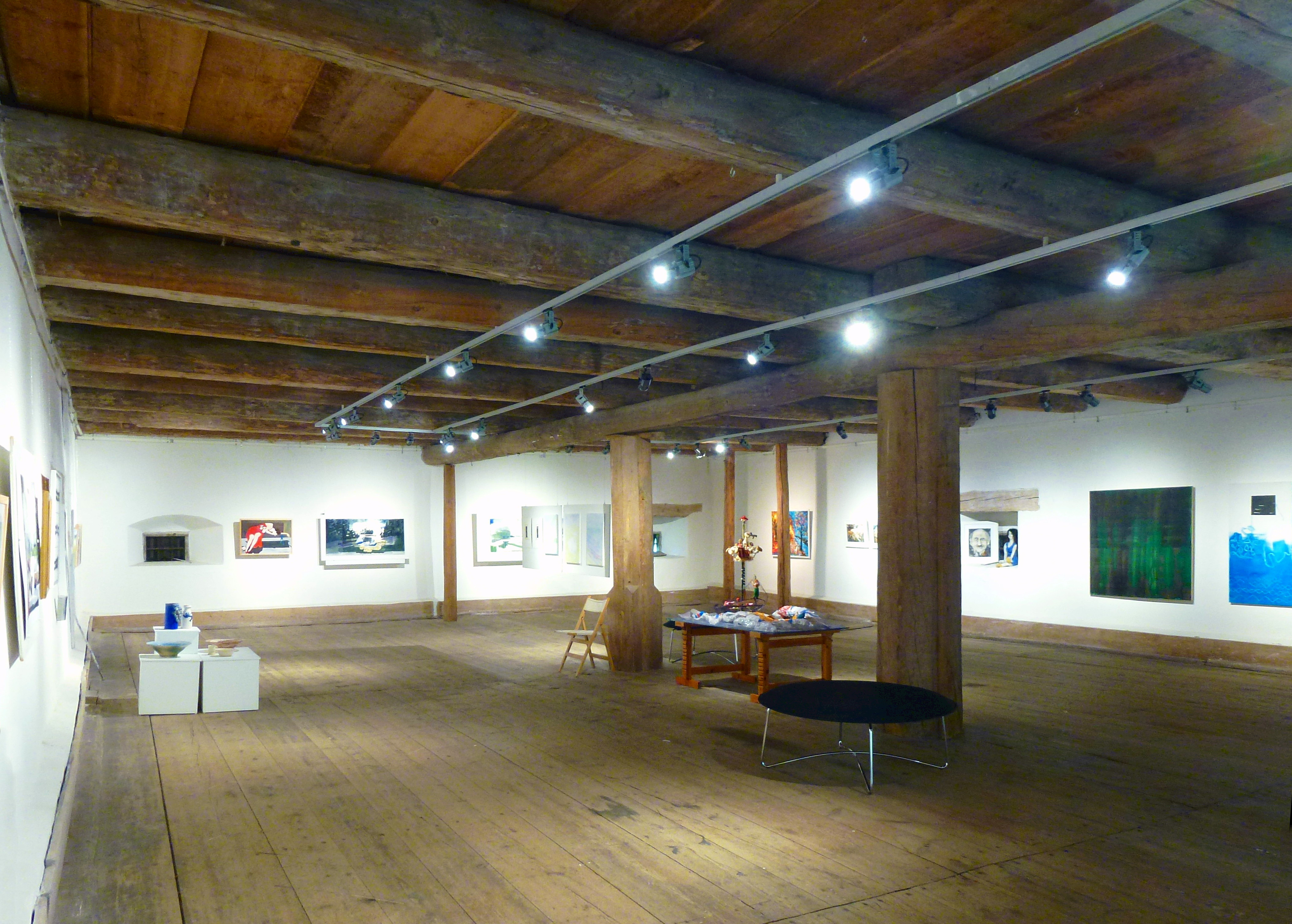
Utställning
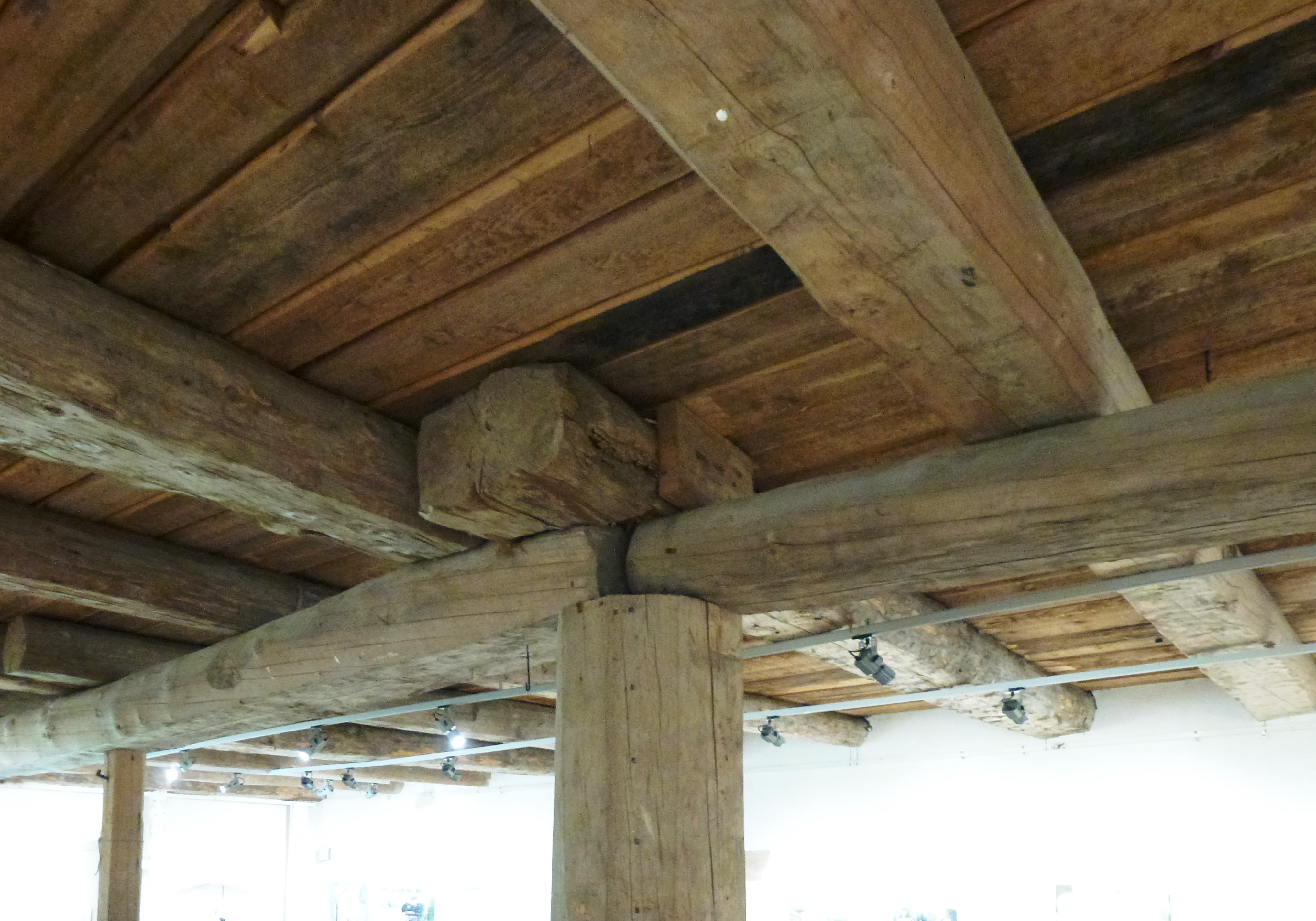
Pelare/bjälklag
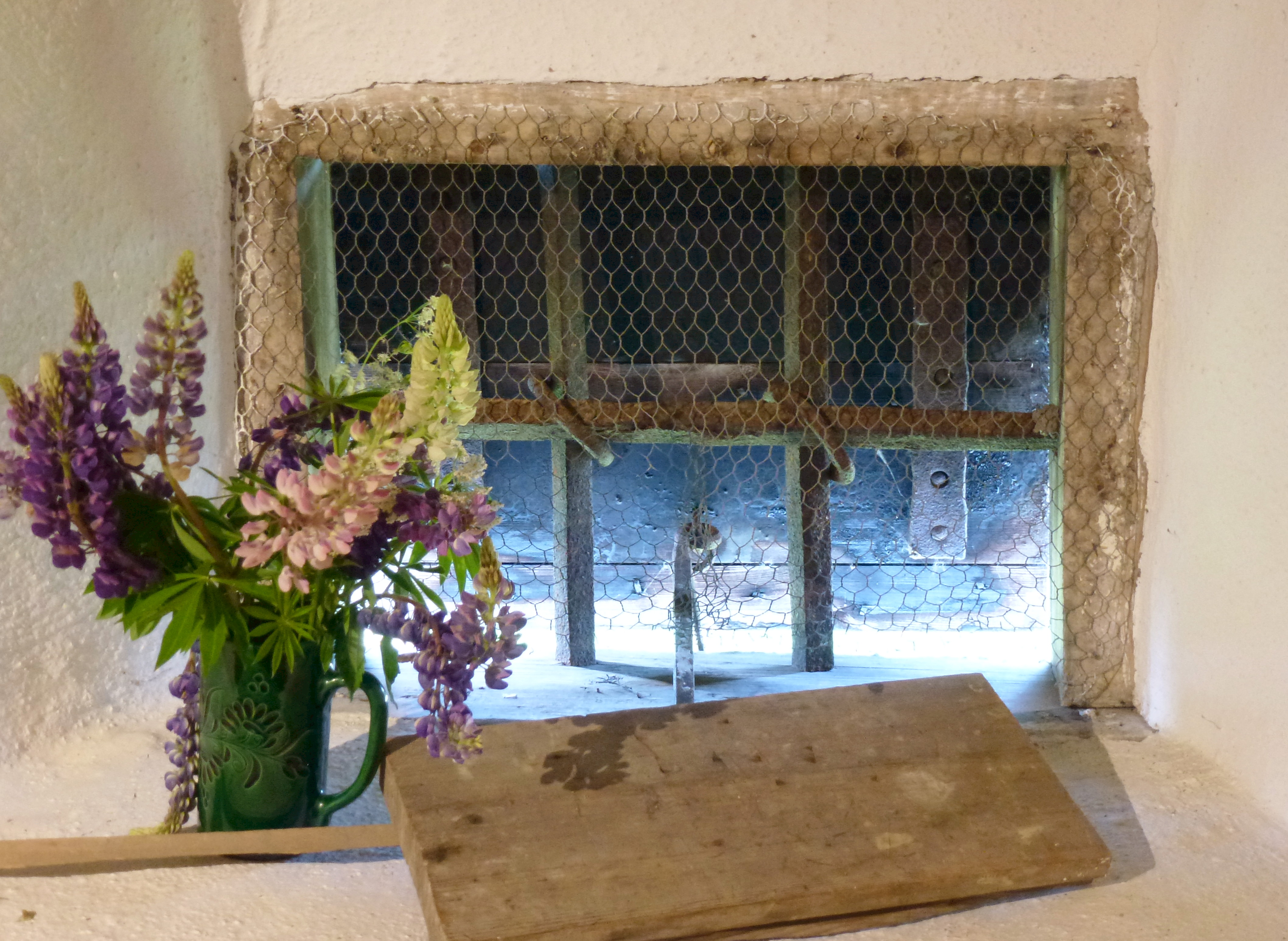
Vädringslucka
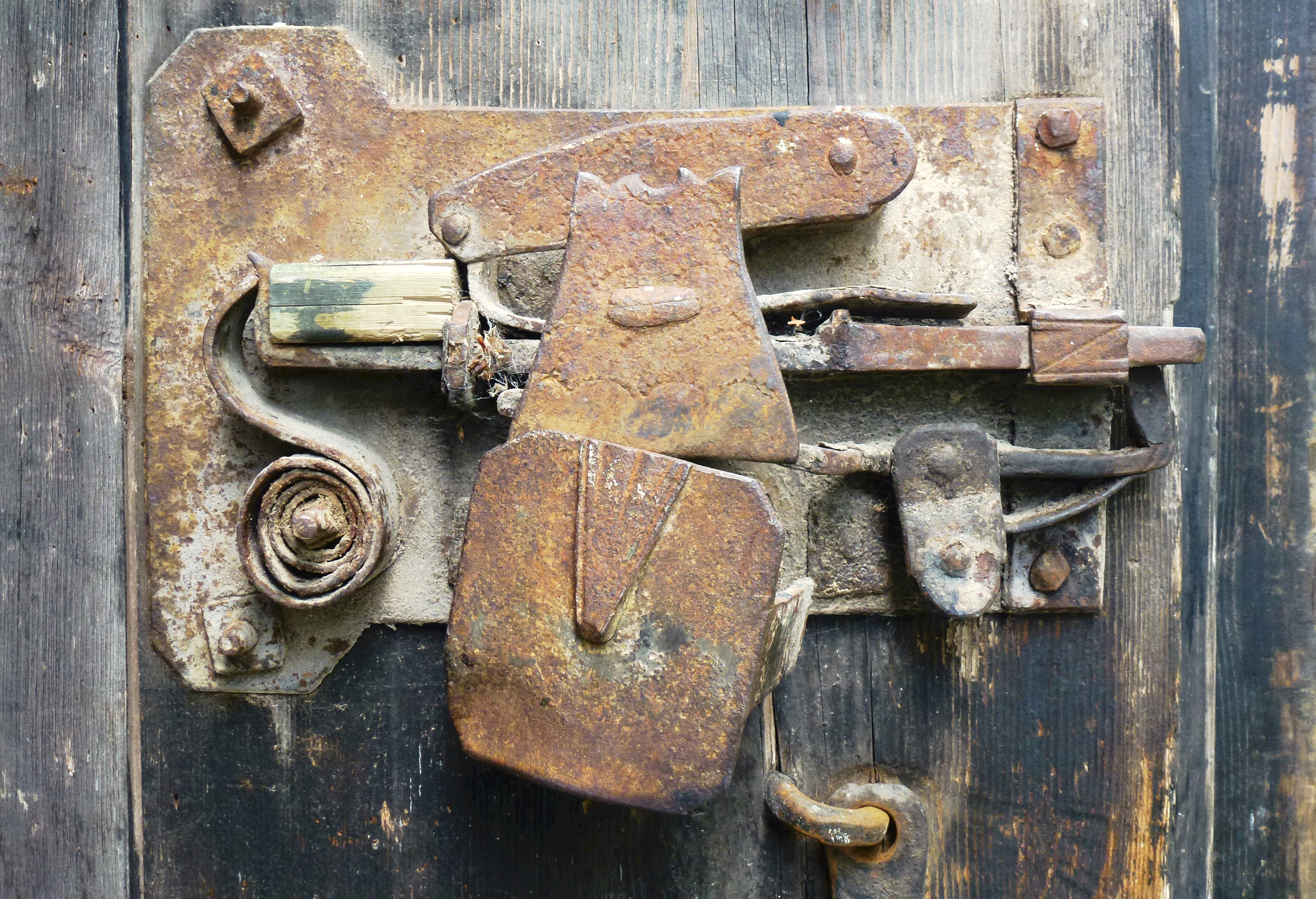
Dörrlåset